# Едуард Петішка
Едуард Петішка (чеськ. Eduard Petiška; 14 травня 1924, Прага — 6 червня 1987, Маріанські Лазні) — чехословацький поет, прозаїк і перекладач. Доктор філософії. Батько письменника Мартіна Петішки.

## Біографія
Народився в Празі, але виріс на берегах річки Лаби (Ельби), в сім'ї з багатими культурними традиціями. З дитинства в родині використовували дві рідні мови, німецький і чеський. Це в майбутньому дозволило йому під час заборони публікації владою ЧССР займатися перекладами.
Його батько Франтішек Петішка — учасник Першої світової війни, кілька років провëл в полоні в Росії, прекрасний оповідач, знав багато чеських і російських казок, був любителем книг. Він був однокласником Ярослава Гашека, з яким сидів за однією партою (згодом Гашек використовував прізвище Петішка в своїх творах).
Франтішек Петішка пізніше працював у страховій компанії разом з Францем Кафкою і був в числі перших слухачів, коли вони присутні при читанні Кафкою своїх творів.
Його мати, уроджена Аделіна Вінандт, відмовилася заради сім'ї від кар'єри оперної співачки. Пробувала себе в літературі, писала вірші і прозу. Дід і прадід походили з старовинної голландсько-німецької родини художників, деякі з них прикрасили настінними фресками церкви в Богемії.
Всі члени його сім'ї були музично обдарованими, його мати і він сам мали абсолютний музичний слух. Початок Другої світової війни завадило йому, вже здав вступні іспити до консерваторії, стати оперним співаком.

## Творчість
З раннього дитинства захоплювався літературою. У 13 років надрукував свої перші вірші, але писати їх почав ще до школи. Виховувала його бабуся, яка вміла зображати голоси фей і велетнів, яка часто читала йому вголос чарівні казки. Казки символізували для Едуарда Петішки сімейне вогнище.
У студентські роки дебютував, як поет. Почав пробувати себе в прозі, поезії, писав статті для газет і журналів, в тому числі, дитячих, брав активну участь у культурному житті Праги, дружив з багатьма поетами і художниками, співпрацював з кінодіячами та радіостанціями.
Крім того, став брати участь в суспільному житті, був активним членом Синдикату чеських письменників. З поетом Костянтином Біблом планував зняти «фільм віршів», попередника сьогоднішніх відеокліпів.
На початку 1950-х років спостерігав за процесом перетворення Чехословаччини на тоталітарну державу. Під впливом «Мандрів Гуллівера» Джонатана Свіфта Петішка написав невеликий роман «Неймовірні пригоди потерпілого», де описав відчай людини в тоталітарному суспільстві. Рукопис же «відклав у шухляду». З обережності приписав: «Переклад зі старонімецької». У 1951 році надійшла пропозиція його друга, поета Франтішека Аласа, писав для дітей, спробувати свої сили в дитячій літературі. У 1947 році з'явилася перша дитяча книга письменника «Оленка засинає». А за нею послідували інші шедеври дитячої літератури — понад 70 книг, що використовували дитячу фантазію і стали вірними друзями кількох поколінь чехів. Більшість їх супроводжувалося прекрасними ілюстраціями Гелени Зматлікової.
Едуард Петішка — романіст, новеліст, автор книг для дітей і юнацтва, драматург, теоретик дитячої літератури і перекладач, Книги письменника перекладені англійською, сербською, угорською, іспанська, французька, російська, китайська, японська, арабська і в'єтнамський мови.
Крім того, Едуард Петішка чудово переказував легенди і міфи, як національної чеської історії, так і давньої історії Месопотамії, Єгипту та Греції. Одна з найзнаменитіших його книг — «Міфи і легенди Давньої Греції».
Більшості ж українських дітей радянського періоду був добре відомий герой мультфільму — маленький спритний кріт, також вигаданий колись Едуардом Петішкою.